# Sandra María Jessen
Sandra María Jessen (18 gennaio 1995) è una calciatrice islandese, centrocampista offensiva del Þór/KA e della nazionale islandese.

## Palmarès

### Club
- Campionato islandese: 2

Thór/KA: 2012, 2017
- Supercoppa islandese: 1

Thór/KA: 2013 

### Individuale
- Capocannoniere del campionato islandese: 1

2012 (18 reti, ex aequo con Elín Metta Jensen)